# Ethel Goodenough
Ethel Mary Goodenough (India británica, 12 de enero de 1900 – Colombo, 10 de febrero de 1946), comúnmente conocida como Angela Goodenough, fue una oficial naval británica, subdirectora del Servicio Naval Real de Mujeres (WRNS, por sus siglas en inglés: Women's Royal Naval Service) cuando se reformó en 1939.

## Primeros años
Goodenough nació en la India británica y fue bautizada en Shimla. Sus padres fueron Muriel Grace Mitford (nacida Ogbourne) y el capitán Herbert Lane Goodenough de Setley en Hampshire. Su padre sirvió en el ejército indio. Sus padres organizaron de forma privada su educación y su primer trabajo fue en el Almirantazgo. Tenía varios parientes en la Marina y le gustaba trabajar en puestos cercanos a esa rama de las fuerzas armadas.
En 1937 fue promovida dentro del Servicio Civil al rango de «oficial principal mujer». Se hizo responsable del bienestar de todas las mujeres que eran funcionarias públicas y del reclutamiento de más personal temporal.

## Servicio Naval Real de Mujeres
En 1939, cuando estalló la guerra, se reformó el Servicio Naval Real de Mujeres, que se había disuelto en 1919. Vera Laughton Mathews fue la nueva directora del WRNS con Goodenough como subdirectora, con el rango de superintendente. El 3 de septiembre de 1939, estaba en la oficina del Primer Lord del Mar, poco después de las 11 en punto, cuando el ultimátum enviado a los alemanes quedó sin respuesta. El secretario privado principal del primer ministro del Reino Unido, Eric Seal, le hizo una reverencia y le dijo: «Señorita Goodenough, tengo el honor de comunicarle que estamos en guerra». La tarea de crear un Servicio Naval Real de Mujeres recayó en ella y en Mathews, ya que no tenían personal. Había 1000 miembros del WRNS, pero era necesario movilizarlos a todos. Al principio solo se contaba con ayudantes voluntarios sin formación, pero luego se pretendía reclutar a 1500 mujeres. El panel de entrevistas estuvo formado por la directora de WRNS, Mathews, Goodenough, Myra Curtis y «Nancy» Nettlefold, una empresaria con formación jurídica que había ido a la universidad con Mathews.
A Goodenough se le concedió el título de Dama Comendadora de la Orden del Imperio Británico en la lista de honores de año nuevo de 1943. En 1944 siguió siendo responsable del bienestar cuando se nombró a otro adjunto. No estaba muy entusiasmada cuando le pidieron ir a Ceilán para supervisar el gran número de WRNS que servían en la Flota del Este. Sin embargo, viajó a Columbo, donde tuvo éxito en sus tareas.
En 1946 enfermó de polio y murió dos días después, el 10 de febrero. Fue enterrada en el cementerio Liveramentu en Colombo. A su funeral asistieron 200 miembros de Servicio Naval Real de Mujeres y hubo eventos conmemorativos muy concurridos tanto en Londres como en Singapur ese mes. Su antigua jefa, Mathews, se retiró en 1947, pero el WRNS no se disolvió.